# Serguei Yakovlev
Sergey Anatolyevich Yakovlev (nascido em 21 de abril de 1976) é um ciclista profissional olímpico cazaque. Representou sua nação nos Jogos Olímpicos de Verão de 2000 e 2004.